# Дудура Дарія Макарівна
Дарія Макарівна Дудура (нар. 1912, село Крутьки, тепер Чорнобаївського району Черкаської області — ?) — українська радянська діячка, директор Сімферопольського тютюново-ферментаційного заводу Кримської області. Депутат Верховної Ради УРСР 4-го скликання.

## Біографія
Народилася у багатодітній селянській родині. Закінчила семирічну школу. З 1929 року — член правління колгоспу в селі Крутьки, вчителька вечірньої сільської школи для дорослих. Брала активну участь у ліквідації неписьменності серед селян.
У 1933—1938 роках — студентка Краснодарського сільськогосподарського інституту. У 1938 році закінчила інститут із відзнакою та здобула спеціальність агронома-рільника.
З 1938 року — технолог-ферментатор, заступник директора Фрунзенського тютюново-ферментаційного заводу Киргизької РСР; заступник керуючого Киргизького республіканського тресту «Головтютюнсировина». Член ВКП(б) з 1944 року.
Після закінчення німецько-радянської війни працювала заступником керуючого Кримського обласного тресту «Головтютюнсировина».
У січні 1950 — після 1960 року — директор Сімферопольського тютюново-ферментаційного заводу Кримської області.